# 関西ダービー (日本プロ野球)
関西ダービー（かんさいダービー）は、日本プロ野球のセ・パ交流戦および日本シリーズにおいて、ともに関西地方に本拠を置く球団同士である、大阪府の京セラドーム大阪を本拠地とするオリックス・バファローズと、兵庫県の阪神甲子園球場を本拠地とする阪神タイガースが対戦する試合で使われる呼称。
『（阪神）なんば線シリーズ』『関西シリーズ』とも呼ばれる。2023年の日本シリーズで直接対決した際には『THE GREAT KANSAI DERBY』と称して両球団が共同でキャンペーンを行った。

## 概要
セントラル・リーグでは1950年の2リーグ分裂直後は、阪神タイガースの他にも松竹ロビンスが1952年まで京都府に本拠を置き、1953年に当初山口県の球団だった大洋ホエールズと合併して大洋松竹（洋松）ロビンスとなってからも大阪府に本拠を置いていたため、関西を本拠とする球団がリーグ内に複数存在していた。しかし、洋松は1954年に松竹が球団経営から撤退したため、球団名を大洋に戻して1955年に神奈川県へ移転し、以降は現在に至るまで関西に本拠地を置く球団は阪神のみとなっている。
これに対し、パシフィック・リーグでは当初、阪急ブレーブス、大阪近鉄バファローズ、南海ホークスの3チームが存在し、1988年に南海がダイエーに身売りして福岡県に移転してからも、オリックス・ブレーブス/ブルーウェーブ（阪急がブレーブスをオリエント・リースに譲渡し、1991年からブルーウェーブに改名、本拠地も西宮から神戸に変更）と近鉄によりリーグ内での関西勢対決が行われてきた。しかし、2004年末にオリックスが経営難の近鉄を吸収合併する形で「オリックス・バファローズ」となったことで、翌年以降は関西のチームがセ・パそれぞれ1チームずつとなった。
2リーグ制となって以降、リーグが異なる両チームは2004年まで日本選手権シリーズ（日本シリーズ）を含めて一度も公式戦での対戦が無かったが（阪急、合併前の近鉄を含む）、2005年にセ・パ交流戦が導入されたことにより公式戦での直接対決の機会が生まれたことで、交流戦が始まった頃からこの2チームによる直接対決は『関西ダービー』と呼ばれるようになったとされる。
両チームとも長期間リーグ戦、クライマックスシリーズで優勝できない時期もあり、長らく日本シリーズでの対戦はなかったが、2023年に両チームがクライマックスシリーズを制したことで、初めて日本シリーズでの対決が実現する運びとなった。関西に本拠を置くチーム同士の日本シリーズとしては、阪神と南海が対戦した1964年以来59年ぶりであり、この時は互いの親会社のターミナル駅を結ぶ大通りにちなんで『御堂筋シリーズ』と呼ばれていた。
なお、1リーグ時代には、阪神、阪急ともに1シーズン目の1936年春季から参加しており、1949年の2リーグ分裂まで177試合対戦して阪神が112勝61敗4分と勝ち越している。
また、オープン戦ではリーグ関係なく対戦するため、この2チームの対戦も多く、特に近年はオープン戦の最後に京セラドームで主催を入れ替えながら3連戦を行うことが多い。オープン戦内での対決では1リーグ時代から「BK旗阪神対阪急定期戦」や「KTVカップ阪神対オリックス定期戦」としても長年対戦している（後者は関西テレビが後援しているが、両チームの本拠地である関西ではなく高知さんさんテレビのサービスエリアである高知県で実施されている）。
なお、首都圏以外でセ・パ両リーグの球団が所在するのは関西地方のみである。

## 特性
レギュラーシーズンでは交流戦での1カードのみと対戦機会が少ないこともあり、フットボール（サッカー）のダービーマッチになぞらえて「関西ダービー」と称して盛り上がるこのカードだが、2023年の日本シリーズの時期に朝日新聞に掲載された記事では、奈良教育大学高橋豪仁教授が「世界で主流のダービーマッチとは状況が異なる」と指摘しており、同じ地方にあるクラブでも都市やエリアによってファン層が分かれ、お互いの対抗心がむき出しとなる欧州サッカーなどのダービーマッチに対して、このカードは阪神はセ・リーグ唯一の関西球団として兵庫県以外でも人気があり、オリックスは球団譲渡や移転などの歴史の中で地域色が薄まり、両チームともに関西一円で幅広く支持されているという状況となっていて、ファンとしても関西を細分化するエリアアイデンティティーや逆に関西を超えるアイデンティティーは持ちにくいとしている。同教授は同年の日本シリーズに対しても、地域的な対立軸がないこともあってファン同士が敵対心をかき立て合うことなく、お祭りとしてのダービーマッチを純粋に楽しんでいるのではないかと印象を述べている。

## ホームスタジアム
両チームのホームスタジアムは、以下のようになっている。
| チーム名                 | 保護地域 | スタジアム名 （命名権名称）     | 収容人員 | 画像 | 備考 |
| ------------------------ | -------- | ------------------------------- | -------- | ---- | --- |
| 阪神タイガース           | 兵庫県   | 阪神甲子園球場                  | 47808人  |      | |
| オリックス・バファローズ | 大阪府   | 大阪ドーム （京セラドーム大阪） | 36627人  |      | 2005年、2006年は神戸総合運動公園野球場との折半開催。 野球協約上の専用球場は2006年のみ神戸、2005年及び2007年以降は京セラ。 |

- オリックスは神戸総合運動公園野球場（現在の命名権による名称は「ほっともっとフィールド神戸」）で一定数の主催試合を開催しているが、オリックスの地域権（本拠地）は「大阪府」であるため、兵庫県内にある同球場での興行には、「兵庫県」を地域権としている阪神の了承を得る必要がある。逆に阪神も京セラドームで一定数の主催試合を開催しているが、大阪府内での興行のため、オリックスの了承を得る必要がある。ただし、2005-07年については、近鉄とオリックス合併に伴う暫定的な処置として、阪神・オリックスとも大阪府と兵庫県の2つを保護地域として扱っていた。

- 両球場の最寄駅（京セラドーム：ドーム前駅、甲子園球場：甲子園駅）は阪神なんば線と阪神本線により結ばれており、両線直通列車などで容易に行き来できることにちなみ、この対戦は上述の通り『（阪神）なんば線シリーズ』とも呼ばれている[2][1]。2023年には両チームの日本シリーズでの対戦を記念し、阪神電鉄が両チームのロゴが入った両駅間の乗車券と両駅の入場券を「なんば線シリーズ記念乗車券＆入場券セット」として数量限定で販売した[9]。

## 戦績
通算対戦成績（公式戦）
- ■オリックス・バファローズ：38勝 3分 40敗
- ■阪神タイガース：40勝 3分 38敗

### セ・パ交流戦
通算対戦成績
- ■オリックス・バファローズ：35勝 3分 36敗
- ■阪神タイガース：36勝 3分 35敗

| 年                                                                           | 月日    | 月日  | 会場             | ホーム     | 責任投手        | 得点   | 責任投手        | ビジター   | 観客数 |
| ---------------------------------------------------------------------------- | ------- | ----- | ---------------- | ---------- | --------------- | ------ | --------------- | ---------- | ------ |
| 2005年                                                                       | 5月24日 | 1回戦 | 倉敷             | 阪神       | ●杉山           | 2 - 4  | ○JP             | オリックス | 17,853 |
| 2005年                                                                       | 5月25日 | 2回戦 | 甲子園           | 阪神       | -               | 6 - 6  | -               | オリックス | 37,451 |
| 2005年                                                                       | 5月26日 | 3回戦 | 甲子園           | 阪神       | ○福原           | 10 - 0 | ●ケビン         | オリックス | 36,252 |
| 2005年                                                                       | 6月7日  | 4回戦 | スカイマーク     | オリックス | ●吉川           | 2 - 4  | ○橋本           | 阪神       | 30,387 |
| 2005年                                                                       | 6月8日  | 5回戦 | 大阪ドーム       | オリックス | ●加藤           | 4 - 8  | ○藤川           | 阪神       | 24,294 |
| 2005年                                                                       | 6月9日  | 6回戦 | 大阪ドーム       | オリックス | ●JP             | 0 - 4  | ○福原           | 阪神       | 27,512 |
| 2006年                                                                       | 5月20日 | 1回戦 | 甲子園           | 阪神       | ○藤川           | 5 - 2  | ●萩原           | オリックス | 48,507 |
| 2006年                                                                       | 5月21日 | 2回戦 | 甲子園           | 阪神       | ○江草           | 5 - 3  | ●平野佳         | オリックス | 48,501 |
| 2006年                                                                       | 5月22日 | 3回戦 | 甲子園           | 阪神       | ○オクスプリング | 8 - 2  | ●前川           | オリックス | 33,002 |
| 2006年                                                                       | 6月16日 | 4回戦 | スカイマーク     | オリックス | ●平野佳         | 3 - 6  | ○下柳           | 阪神       | 33,585 |
| 2006年                                                                       | 6月17日 | 5回戦 | 大阪ドーム       | オリックス | ●オバミュラー   | 1 - 5  | ○オクスプリング | 阪神       | 34,932 |
| 2006年                                                                       | 6月18日 | 6回戦 | 大阪ドーム       | オリックス | ○本柳           | 5 - 1  | ●江草           | 阪神       | 35,904 |
| 2007年                                                                       | 5月25日 | 1回戦 | 京セラドーム大阪 | オリックス | ○デイビー       | 2 - 1  | ●ボーグルソン   | 阪神       | 28,628 |
| 2007年                                                                       | 5月26日 | 2回戦 | スカイマーク     | オリックス | ○平野佳         | 7 - 0  | ●ジャン         | 阪神       | 33,215 |
| 2007年                                                                       | 6月8日  | 3回戦 | 甲子園           | 阪神       | ○藤川           | 2 - 1  | ●加藤大         | オリックス | 45,632 |
| 2007年                                                                       | 6月9日  | 4回戦 | 甲子園           | 阪神       | ●福原           | 1 - 4  | ○ユウキ         | オリックス | 48,506 |
| 2008年                                                                       | 5月20日 | 1回戦 | 京セラドーム大阪 | オリックス | ○吉野           | 4 - 3  | ●ウィリアムス   | 阪神       | 30,497 |
| 2008年                                                                       | 5月21日 | 2回戦 | スカイマーク     | オリックス | ●オルティズ     | 3 - 7  | ○ボーグルソン   | 阪神       | 25,023 |
| 2008年                                                                       | 6月8日  | 3回戦 | 甲子園           | 阪神       | ○渡辺           | 4 - 3  | ●本柳           | オリックス | 43,524 |
| 2008年                                                                       | 6月9日  | 4回戦 | 甲子園           | 阪神       | ○下柳           | 4 - 1  | ●近藤           | オリックス | 42,759 |
| 2009年                                                                       | 5月22日 | 1回戦 | 京セラドーム大阪 | オリックス | ○金子           | 8 - 3  | ●安藤           | 阪神       | 23,433 |
| 2009年                                                                       | 5月23日 | 2回戦 | スカイマーク     | オリックス | ●ボーグルソン   | 3 - 7  | ○アッチソン     | 阪神       | 28,031 |
| 2009年                                                                       | 6月5日  | 3回戦 | 甲子園           | 阪神       | ○下柳           | 4 - 0  | ●金子           | オリックス | 46,383 |
| 2009年                                                                       | 6月6日  | 4回戦 | 甲子園           | 阪神       | ○福原           | 7 - 0  | ●ボーグルソン   | オリックス | 46,792 |
| 2010年                                                                       | 5月21日 | 1回戦 | 京セラドーム大阪 | オリックス | ○平野           | 10 - 6 | ●フォッサム     | 阪神       | 32,267 |
| 2010年                                                                       | 5月22日 | 2回戦 | スカイマーク     | オリックス | ○木佐貫         | 5 - 3  | ●鶴             | 阪神       | 31,028 |
| 2010年                                                                       | 6月4日  | 3回戦 | 甲子園           | 阪神       | ○下柳           | 6 - 2  | ●小松           | オリックス | 46,744 |
| 2010年                                                                       | 6月5日  | 4回戦 | 甲子園           | 阪神       | ●上園           | 9 - 4  | ○山本           | オリックス | 46,878 |
| 2011年                                                                       | 5月17日 | 1回戦 | 京セラドーム大阪 | オリックス | ●寺原           | 4 - 5  | ○スタンリッジ   | 阪神       | 21,177 |
| 2011年                                                                       | 5月18日 | 2回戦 | 京セラドーム大阪 | オリックス | ○フィガロ       | 2 - 0  | ●岩田           | 阪神       | 25,070 |
| 2011年                                                                       | 6月5日  | 3回戦 | 甲子園           | 阪神       | ●久保           | 3 - 14 | ○金子千         | オリックス | 46,842 |
| 2011年                                                                       | 6月6日  | 4回戦 | 甲子園           | 阪神       | ●下柳           | 1 - 6  | ○寺原           | オリックス | 39,522 |
| 2012年                                                                       | 5月22日 | 1回戦 | 京セラドーム大阪 | オリックス | ○金子千尋       | 6 - 0  | ●メッセンジャー | 阪神       | 27,068 |
| 2012年                                                                       | 5月23日 | 2回戦 | 京セラドーム大阪 | オリックス | ●中山           | 2 - 8  | ○岩田           | 阪神       | 29,991 |
| 2012年                                                                       | 6月8日  | 3回戦 | 甲子園           | 阪神       | ○筒井           | 3 - 1  | ●香月           | オリックス | 40,311 |
| 2012年                                                                       | 6月9日  | 4回戦 | 甲子園           | 阪神       | ●能見           | 1 - 6  | ○金子千尋       | オリックス | 46,831 |
| 2013年                                                                       | 5月14日 | 1回戦 | 甲子園           | 阪神       | ●スタンリッジ   | 0 - 1  | ○ディクソン     | オリックス | 33,508 |
| 2013年                                                                       | 5月15日 | 2回戦 | 甲子園           | 阪神       | ●榎田           | 2 - 9  | ○松葉           | オリックス | 33,165 |
| 2013年                                                                       | 5月31日 | 3回戦 | 京セラドーム大阪 | オリックス | ○井川           | 4 - 3  | ●メッセンジャー | 阪神       | 33,281 |
| 2013年                                                                       | 6月1日  | 4回戦 | 京セラドーム大阪 | オリックス | ●金子千尋       | 0 - 1  | ○能見           | 阪神       | 29,942 |
| 2014年                                                                       | 5月20日 | 1回戦 | 京セラドーム大阪 | オリックス | ○西             | 12 - 2 | ●藤浪           | 阪神       | 30,108 |
| 2014年                                                                       | 5月21日 | 2回戦 | 京セラドーム大阪 | オリックス | ●佐藤達         | 6 - 7  | ○安藤           | 阪神       | 34,039 |
| 2014年                                                                       | 6月6日  | 3回戦 | 甲子園           | 阪神       | ●福原           | 3 - 4  | ○岸田           | オリックス | 36,755 |
| 2014年                                                                       | 6月7日  | 4回戦 | 甲子園           | 阪神       | ●岩田           | 1 - 4  | ○東明           | オリックス | 42,946 |
| 2015年                                                                       | 6月12日 | 1回戦 | 京セラドーム大阪 | オリックス | ○岸田           | 1 - 0  | ●福原           | 阪神       | 34,142 |
| 2015年                                                                       | 6月13日 | 2回戦 | 京セラドーム大阪 | オリックス | ○金子千尋       | 15 - 1 | ●横山           | 阪神       | 36,154 |
| 2015年                                                                       | 6月14日 | 3回戦 | 京セラドーム大阪 | オリックス | ○西             | 10 - 1 | ●能見           | 阪神       | 35,971 |
| 2016年                                                                       | 6月14日 | 1回戦 | 甲子園           | 阪神       | ○能見           | 2 - 0  | ●西             | オリックス | 39,608 |
| 2016年                                                                       | 6月15日 | 2回戦 | 甲子園           | 阪神       | ●髙橋           | 1 - 5  | ○吉田一         | オリックス | 37,160 |
| 2016年                                                                       | 6月20日 | 3回戦 | 甲子園           | 阪神       | ○藤川           | 2 - 0  | ●佐藤達         | オリックス | 26,867 |
| 2017年                                                                       | 6月6日  | 1回戦 | 京セラドーム大阪 | オリックス | ●金子千尋       | 4 - 11 | ○秋山           | 阪神       | 34,983 |
| 2017年                                                                       | 6月7日  | 2回戦 | 京セラドーム大阪 | オリックス | ○平野           | 5 - 4  | ●マテオ         | 阪神       | 35,497 |
| 2017年                                                                       | 6月8日  | 3回戦 | 京セラドーム大阪 | オリックス | ●ディクソン     | 2 - 3  | ○メッセンジャー | 阪神       | 34,711 |
| 2018年                                                                       | 6月5日  | 1回戦 | 甲子園           | 阪神       | ●メッセンジャー | 2 - 3  | ○アルバース     | オリックス | 39,813 |
| 2018年                                                                       | 6月7日  | 2回戦 | 甲子園           | 阪神       | ○秋山           | 2 - 1  | ●金子           | オリックス | 44,858 |
| 2018年                                                                       | 6月21日 | 3回戦 | 甲子園           | 阪神       | -               | 3 - 3  | -               | オリックス | 25,187 |
| 2019年                                                                       | 6月14日 | 1回戦 | 京セラドーム大阪 | オリックス | ○エップラー     | 6 - 4  | ●西             | 阪神       | 33,783 |
| 2019年                                                                       | 6月15日 | 2回戦 | 京セラドーム大阪 | オリックス | ○エップラー     | 3 - 2  | ●ドリス         | 阪神       | 35,647 |
| 2019年                                                                       | 6月16日 | 3回戦 | 京セラドーム大阪 | オリックス | -               | 5 - 5  | -               | 阪神       | 36,213 |
| 2020年は、交流戦が新型コロナウイルスの感染拡大による開催中止のため対戦なし。 |         |       |                  |            |                 |        |                 |            |        |
| 2021年                                                                       | 6月1日  | 1回戦 | 甲子園           | 阪神       | ●岩崎           | 2 - 5  | ○山岡           | オリックス | 7,130  |
| 2021年                                                                       | 6月2日  | 2回戦 | 甲子園           | 阪神       | ○秋山           | 2 - 1  | ●宮城           | オリックス | 7,252  |
| 2021年                                                                       | 6月3日  | 3回戦 | 甲子園           | 阪神       | ●岩崎           | 3 - 7  | ○村西           | オリックス | 7,022  |
| 2022年                                                                       | 6月10日 | 1回戦 | 京セラドーム大阪 | オリックス | ●山﨑福         | 1 - 6  | ○青柳           | 阪神       | 22,775 |
| 2022年                                                                       | 6月11日 | 2回戦 | 京セラドーム大阪 | オリックス | ●本田           | 2 - 3  | ○岩貞           | 阪神       | 33,323 |
| 2022年                                                                       | 6月12日 | 3回戦 | 京セラドーム大阪 | オリックス | ●宮城           | 1 - 9  | ○ガンケル       | 阪神       | 31,855 |
| 2023年                                                                       | 6月13日 | 1回戦 | 甲子園           | 阪神       | ●村上           | 0 - 2  | ○山本           | オリックス | 42,625 |
| 2023年                                                                       | 6月14日 | 2回戦 | 甲子園           | 阪神       | ○西勇           | 8 - 3  | ●曽谷           | オリックス | 42,620 |
| 2023年                                                                       | 6月15日 | 3回戦 | 甲子園           | 阪神       | ●湯浅           | 2 - 3  | ○ワゲスパック   | オリックス | 42,618 |
| 2024年                                                                       | 6月11日 | 1回戦 | 京セラドーム大阪 | オリックス | ○曽谷           | 4 - 0  | ●村上           | 阪神       | 36,134 |
| 2024年                                                                       | 6月12日 | 2回戦 | 京セラドーム大阪 | オリックス | ○エスピノーザ   | 4 - 0  | ●大竹           | 阪神       | 36,171 |
| 2024年                                                                       | 6月13日 | 3回戦 | 京セラドーム大阪 | オリックス | ●田嶋           | 0 - 5  | ○西勇           | 阪神       | 36,135 |
| 2025年                                                                       | 6月6日  | 1回戦 | 甲子園           | 阪神       | ○桐敷           | 1 - 0  | ●川瀬           | オリックス | 42,637 |
| 2025年                                                                       | 6月7日  | 2回戦 | 甲子園           | 阪神       | ○岡留           | 8 - 2  | ●宮城           | オリックス | 42,636 |
| 2025年                                                                       | 6月8日  | 3回戦 | 甲子園           | 阪神       | ○伊原           | 8 - 1  | ●曽谷           | オリックス | 42,631 |

### 日本シリーズ
通算対戦成績
- ■オリックス・バファローズ：3勝 0分 4敗 
優勝0回 敗退1回（直接対決のみの回数）
- ■阪神タイガース：4勝 0分 3敗 
優勝1回 敗退0回（直接対決のみの回数）

| 年     | 月日     | 月日  | 会場             | ホーム     | 責任投手 | 得点  | 責任投手      | ビジター   | 観客数 |
| ------ | -------- | ----- | ---------------- | ---------- | -------- | ----- | ------------- | ---------- | ------ |
| 2023年 | 10月28日 | 第1戦 | 京セラドーム大阪 | オリックス | ●山本    | 0 - 8 | ○村上         | 阪神       | 33,701 |
| 2023年 | 10月29日 | 第2戦 | 京セラドーム大阪 | オリックス | ○宮城    | 8 - 0 | ●西勇         | 阪神       | 33,584 |
| 2023年 | 10月31日 | 第3戦 | 甲子園           | 阪神       | ●伊藤将  | 4 - 5 | ○東           | オリックス | 40,994 |
| 2023年 | 11月1日  | 第4戦 | 甲子園           | 阪神       | ○岩崎    | 4 - 3 | ●ワゲスパック | オリックス | 41,050 |
| 2023年 | 11月2日  | 第5戦 | 甲子園           | 阪神       | ○湯浅    | 6 - 2 | ●山﨑颯       | オリックス | 41,031 |
| 2023年 | 11月4日  | 第6戦 | 京セラドーム大阪 | オリックス | ○山本    | 5 - 1 | ●村上         | 阪神       | 33,633 |
| 2023年 | 11月5日  | 第7戦 | 京セラドーム大阪 | オリックス | ●宮城    | 1 - 7 | ○青柳         | 阪神       | 33,405 |

### 注
1. ↑  阪神梅田駅（現︰大阪梅田駅）、南海なんば駅。